# Železniška postaja Krško
Železniška postaja Krško je ena izmed železniških postaj v Sloveniji, ki oskrbuje bližnje naselje Krško.